# Thrixspermum grandiflorum
Thrixspermum grandiflorum är en orkidéart som beskrevs av P.O'byrne och Jaap J. Vermeulen. Thrixspermum grandiflorum ingår i släktet Thrixspermum och familjen orkidéer.
Artens utbredningsområde är Sulawesi. Inga underarter finns listade i Catalogue of Life.